# Croix de chemin de Pontaubert
La croix de chemin de Pontaubert est une croix de chemin située à Pontaubert, en France.

## Présentation
La croix de chemin est située dans le département français de l'Yonne, sur la commune de Pontaubert. L'édifice est classé au titre des monuments historiques en 1976.